# Dasyhelea leporis
Dasyhelea leporis är en tvåvingeart som beskrevs av Meillon och Wirth 1981. Dasyhelea leporis ingår i släktet Dasyhelea och familjen svidknott. Inga underarter finns listade i Catalogue of Life.